# Rafael Calvo Serer
Rafael Calvo Serer (Valencia, 6 de octubre de 1916-Pamplona, 19 de abril de 1988) fue un intelectual y escritor español, primer catedrático de Historia de la Filosofía española y Filosofía de la Historia en España, y miembro destacado del Opus Dei. En su actividad política, a partir de la década de 1950, se situó en la oposición al franquismo.

## Biografía
Nacido en una familia de pequeños industriales, tras cursar estudios preuniversitarios alojado en el Colegio Mayor del Beato Juan de Ribera de Burjasot (hoy Colegio Mayor San Juan de Ribera), donde obtuvo una plaza como colegial-becario, comenzó sus estudios universitarios en la Facultad de Filosofía y Letras de Valencia. 
En 1935 fue nombrado presidente de la Federación Regional de Estudiantes Católicos, destacando en el contexto de convulsión ideológica del momento. En marzo de 1936 empezó a participar en diversas reuniones de activistas católicos, conociendo a intelectuales como Ramiro de Maeztu y, también, a Josemaría Escrivá de Balaguer, asociándose al Opus Dei al mes siguiente.
Convertido en decano del Colegio de Burjasot, se incorporó al inicio de la guerra civil española al bando sublevado, pero una grave enfermedad terminó por retenerle durante toda la guerra en varios hospitales. 
El filósofo Julián Marías menciona en sus Memorias (2° volumen) que Calvo Serer fue miembro del tribunal de oposiciones que eligió al sucesor de Ortega y Gasset en la Cátedra de Metafísica de la Facultad de Filosofía de Madrid. El candidato elegido figuraba en un listado previo elaborado por Calvo Serer. Un listado de personas que no eran ajenas a "la filosofía de los combatientes vencedores de 1939". 
Tras la guerra, vuelve a Valencia y se licencia en Filosofía y Letras, comenzando a preparar su tesis doctoral sobre Menéndez Pelayo; se doctora en el verano de 1940 en Historia por la Universidad de Madrid, con la tesis Menéndez Pelayo y la decadencia española, dirigida por Santiago Montero Díaz, defendida el 14 de agosto de 1940 ante un tribunal formado por Pedro Sáinz Rodríguez, Francisco Cantera Burgos, Joaquín de Entrambasaguas y Luis Morales Oliver. 
Ese mismo año empieza a centrar su atención intelectual en la historia de las instituciones, bajo la dirección del profesor Alfonso García Gallo, comenzando a impartir clases de historia de España en la Universidad de Valencia. Por oposición, el 3 de junio de 1942 se convierte en Catedrático de Historia Universal Moderna y Contemporánea de la Universidad de Valencia.
En 1943, tras solicitar una excedencia, se va a Suiza con el objetivo principal de contactar con Juan de Borbón, de cuyo grupo de consejeros políticos pasa a formar parte.
A finales de 1945 regresa a España y se incorpora a la Junta de Relaciones Culturales del Ministerio de Asuntos Exteriores; se crea, ad hoc, en la Universidad de Madrid una nueva cátedra de Historia, que obtuvo rápidamente en 1946, convirtiéndose en el primer catedrático de Historia de la Filosofía española y Filosofía de la Historia. 
En 1947 se marchó a Londres durante un año como vicedirector del Instituto Español. Ya en Madrid, se incorpora en 1948 a la revista Arbor (órgano generalista del Consejo Superior de Investigaciones Científicas). En esta revista abogó por una nueva Cristiandad enraizada en el espíritu de la Contrarreforma y reivindicó el pensamiento de Ramiro de Maeztu y la revista Acción Española, que a través de Menéndez Pelayo y Vázquez de Mella enlazaba, según Calvo Serer, con Balmes y Donoso, representantes de la visión española católica y tradicional que Calvo Serer proponía como solución a la crisis cultural de Occidente.
Escribe su primer libro, España, sin problema, como respuesta al de Pedro Laín Entralgo de 1949 España como problema. Fue galardonado ese año con el Premio Nacional de Literatura.

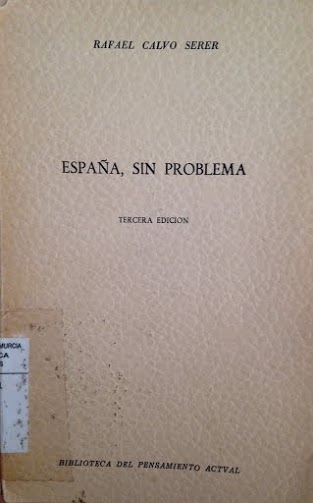
Portada del libro España, sin problema

Ingresó en el Consejo Privado del Conde de Barcelona en la primavera de 1952.
El Concilio Vaticano II influyó profundamente en su pensamiento y provocó su evolución desde posiciones tradicionalistas de tipo maurrasiano a posiciones democráticas. A este respecto afirmaría posteriormente: «sí, creo que he experimentado una evolución; la misma que tuvo, por ejemplo, Jacques Maritain». En 1966 se incorporó al diario Madrid, como presidente del Consejo de Administración, periódico caracterizado como «liberal» dentro de las distintas corrientes que buscaban el protagonismo de la oposición al franquismo (el periódico sería sancionado en varias ocasiones y finalmente cerrado el 25 de noviembre de 1971).
En noviembre de 1971, Calvo Serer tuvo que exiliarse a raíz de la publicación en el diario Le Monde de un artículo suyo titulado Moi aussi, j'accuse, en el que criticaba al Gobierno franquista. Esa publicación hizo que fuera procesado por delito contra la autoridad del Estado y se dictó una orden de busca y captura contra él. El fiscal solicitó siete años de prisión.

### Junta Democrática
Durante su exilio en París, participó en la creación de la Junta Democrática, coalición antifranquista promovida por el Partido Comunista de España y los monárquicos liberales partidarios de Juan de Borbón, y mantuvo varias entrevistas con don Juan, a quien, junto con Antonio García-Trevijano, intentaba convencer para que presidiese un gobierno de reconciliación nacional alentado por Santiago Carrillo. Durante esos años participó también en los actos que se desarrollaron en el exterior como representante de la Junta Democrática y de Coordinación Democrática.
En junio de 1976 regresó a España, donde, tras un breve encarcelamiento, fue amnistiado. Los siguientes años se dedicó a conseguir una indemnización por el cierre del diario Madrid, lo que consiguió por sentencia judicial. A su muerte dejó en su testamento expreso deseo de que esos fondos se dedicaran a la creación de una fundación. 
El Boletín Oficial del Estado del 15 de julio de 1993 recoge:

Resultando que don Rafael Calvo Serer falleció en Pamplona el día 19 de abril de 1988, habiendo otorgado testamento ante el Notario de dicha ciudad, don Germán Aráiz los Arcos, bajo el número 488 de su protocolo, manifestando en el mismo el causante su decidida voluntad de constituir una Fundación cultural privada; Resultando que, para dar cumplimiento a la voluntad testamentaria mencionada, se ha procedido por don José María Calvo Vallana, don Javier Vidal Sario, don Oscar Bernat Martínez, doña Teresa Calvo Serer, don Clemente Auger Liñán y don Juan Ferrando Badía a constituir una Fundación cultural privada, con la expresada denominación, en escritura pública, comprensiva de los Estatutos que han de regir la misma, ante el Notario de Madrid, don Jaime Garda-Rosado y Garda, el día 28 de junio de 1998, fijándose su domicilio en Madrid, calle Larra, número 14.

El Premio de Periodismo Diario Madrid llevó durante sus diez primeros años (1999-2010) el nombre de Calvo Serer, tras los cuales el patronato cambió el nombre de la citada fundación y los premios a ella asociados.

## Obras

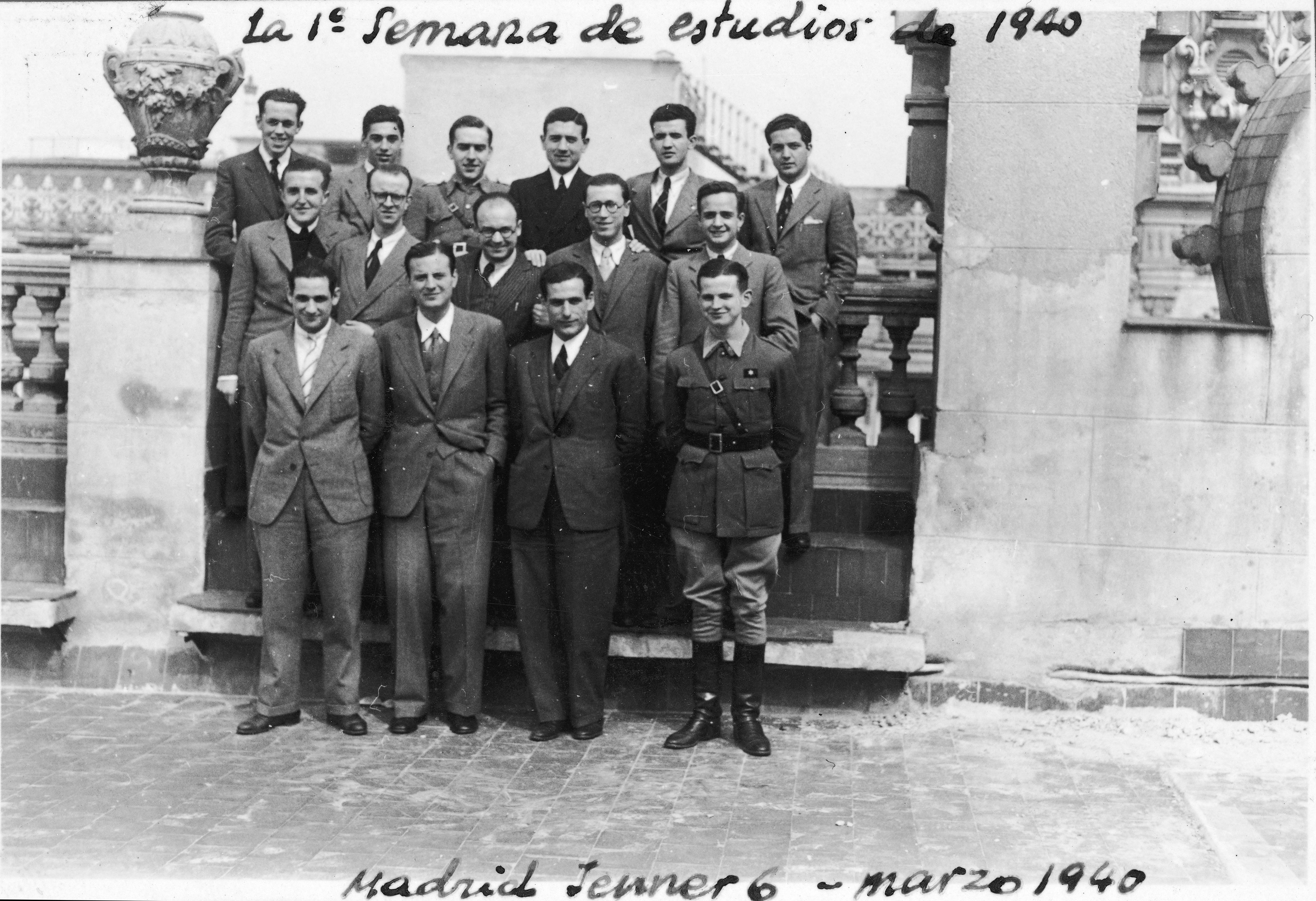
Rafael Calvo Serer en la I Semana de estudios - Residencia Jenner (6 de marzo de 1940). Es el tercero por la izquierda, de la fila inferior